# Национальный банк Кувейта
Национальный банк Кувейта (National Bank of Kuwait) начал свою работу в 1952 году и стал первым национальным банком в регионе Персидского залива. Банк в настоящее время является крупнейшим финансовым учреждением в Кувейте и одним из крупнейших банков на Ближнем Востоке. Банк имеет филиалы в Египте, Ливане, Ираке, Саудовской Аравии, Великобритании, Франции, Швейцарии, представительства в Нью-Йорке, Дубае, Абу-Даби, Шанхае, Бейруте, Манаме, Аммане, Стамбуле и Сингапуре. Входит в Top-300 банков планеты по размеру капитала.
В 2011 году занял 47-е место в рейтинге самых надёжных банков мира по версии журнала «Global Finance».

## Деятельность
Активы банка на конец 2020 года составили 29,7 млрд кувейтских динаров ($99 млрд), из них 17,5 млрд пришлось на выданные кредиты, 4,7 млрд на инвестиции; принятые депозиты составили 17,1 млрд динаров. Выручка за 2020 год составила 843 млн динаров, из них чистый процентный доход составил 490 млн, доход от исламского банкинга — 143 млн, комиссионный доход — 146 млн; 636 млн выручки пришлось на Кувейт, 147 млн на другие страны Ближнего Востока и Северной Африки, 33 млн на Европу.

## Дочерние компании
Основные дочерние компании на 2020 год:
- Boubyan Bank K.S.C.P. (Кувейт, исламский банкинг, 59,9 %)
- National Bank of Kuwait- Egypt S.A.E. (Египет, банкинг, 98,5 %)
- Watani Investment Company K.S.C.(Closed) (Кувейт, инвестиционная компания, 99,9 %)
- National Bank of Kuwait (International) PLC (Великобритания, банкинг, 100 %)
- National Bank of Kuwait France SA (Франция, банкинг, 100 %)
- NBK Banque Privée (Suisse) S.A. (Швейцария, управление инвестициями, 100 %)
- National Bank of Kuwait (Lebanon) S.A.L. (Ливан, банкинг, 85,5 %)
- Credit Bank of Iraq S.A. (Ирак, банкинг, 91 %)
- National Investors Group Holdings Limited (Острова Кайман, инвестиционная компания, 100 %)
- Watani Wealth Management Company (Саудовская Аравия, управление инвестициями, 100 %)
- Watani Financial Brokerage Company K.S.C. (Closed) (Кувейт, брокерские услуги, 93,3 %)
- Bank of London and the Middle East (Великобритания, исламский банкинг, 71,1 %)